# Joinvillea
Joinvillea, rod biljaka jednosupnica koji čini samostalnu porodicu Joinvilleaceae. Pripadaju joj tri vrste rizomatskih geofita iz jugoistočne Azije i nekim otocima Oceanije: Borneo, Karolini., Fidži, Hawaii, Malaja, Nova Kaledonija, Filipini, Samoa, Solomonovi Otoci, Sumatra, Vanuatu. 

## Vrste
1. Joinvillea ascendens Gaudich. ex Brongn. & Gris, Karolinski otoci, Havaji
2. Joinvillea borneensis Becc., Karolinski otoci, Filipini, Sumatra, Borneo, Malajski poluotok
3. Joinvillea plicata (Hook.f.) Newell & B.C.Stone, Fidži, Nova Kaledonija, Solomonski Otoci, Vanuatu